# Belinda (Belinda Carlisle)
| Recensione | Giudizio |
| ---------- | -------- |
| Allmusic   | [ 1 ]    |
| Q          |          |

Belinda è il primo album in studio da solista della cantante statunitense Belinda Carlisle, pubblicato nel 1986.

## Il disco
Alcuni brani dell'album sono stati scritti da Charlotte Caffey ex membro delle Go-Go's, uno dei quali in collaborazione con dalla stessa Belinda. Tra gli autori del brano Since You've Gone compare anche Lindsey Buckingham membro dei Fleetwood Mac. Un altro brano I Need a Disguise è stato scritto da Tom Kelly e Billy Steinberg in collaborazione con Susanna Hoffs, originariamente pensato per le Bangles.
Hanno collaborato alle registrazioni dell'album alcuni musicisti famosi come Andy Taylor chitarrista dei Duran Duran e dei Power Station, Susanna Hoffs cantante e chitarrista delle Bangles, il session man David Lindley e il percussionista Paulinho da Costa.
L'album ha raggiunto il 13º posto nella classifica Billboard 200 negli Stati Uniti e il 24º posto nella classifica Billboard Canadian Albums in Canada.

## Formazione
Musicisti
- Belinda Carlisle – voce, cori
- Jim Cox – tastiere, sintetizzatore
- Claude Gaudette – tastiere, sintetizzatore
- Nicky Hopkins – tastiere, sintetizzatore
- Michael Lloyd – tastiere, sintetizzatore
- Bobby Martin – tastiere, sintetizzatore, sassofono
- John Philip Shenale – tastiere, sintetizzatore
- Charlotte Caffey – chitarra, cori
- Laurence Juber – chitarra
- Andy Taylor – chitarra
- David Lindley – chitarra
- Paula Brown – basso, cori
- Dennis Belfield – basso
- Paul Leim – batteria
- Paulinho da Costa – percussioni
- John Rosenberg – tromba
- John D'Andrea – arrangiamenti archi
- Sid Sharp – direzione archi
- Susanna Hoffs – cori
- Tom Kelly – cori
- Billy Steinberg – cori
- Nathan Lam – cori
- Jane Wiedlin – cori
- Elisa Fox – cori
- The Waters – cori

Tecnici
- Michael Lloyd – produzione
- Nathan Lam – produzione
- Ellen Shipley – produzione vocale
- Robert Feist – produzione vocale
- Carmine Rubino – ingegneria del suono
- Dan Nebenzal – ingegneria del suono
- William Orbit – missaggio
- Tania Hayward – assistente missaggio

## Tracce
1. Mad About You – 3:36 (Paula Jean Brown, James Whelan, Mitchel Young Evans)
2. I Need a Disguise – 3:55 (Tom Kelly, Billy Steinberg, Susanna Hoffs)
3. Since You've Gone – 3:12 (Charlotte Caffey, Lindsey Buckingham, Jonathan Segal)
4. I Feel the Magic – 3:20 (C. Caffey, J. Segal)
5. I Never Wanted a Rich Man – 4:12 (C. Caffey)
6. Band of Gold – 3:42 (Edythe Wayne, Ron Dunbar)
7. Gotta Get to You – 4:06 (C. Caffey, Belinda Carlisle, P. J. Brown, J. Whelan)
8. From the Heart – 3:12 (C. Caffey, Tom Caffey)
9. Shot In the Dark – 3:23 (J. Brown, J. Whelan)
10. Stuff and Nonsense – 4:30 (Tim Finn)

## Classifiche
| Classifica (1986/87)        | Posizione massima |
| --------------------------- | ----------------- |
| Australia (ARIA)            | 42                |
| Canada (RPM magazine)       | 24                |
| Stati Uniti (Billboard 200) | 13                |